# دیدین جوهاری
دیدین جوهاری (انگلیسی: Didine Djouhary؛ زادهٔ ۸ فوریهٔ ۱۹۹۹) بازیکن فوتبال اهل فرانسه است.
از باشگاه‌هایی که در آن بازی کرده‌است می‌توان به باشگاه فوتبال نووارا و باشگاه فوتبال شاختیور سالیهورسک اشاره کرد.